# استودر وی بوهینج
استودر وی بوهینج یک روستا در شهرداری بوهینج در منطقه کارنیولای علیا در اسلوونی است. کوه استودر بالای روستا قرار دارد.